# 法雷人
法雷人（英語：Fore），是生活在巴布亞新幾內亞東高地省奧卡普區的巴布亞人，人口約20000人。1950年代，神經系統疾病庫魯病在南方法雷人之中發現，在1957年至1960年，約1000人因此病而死亡。

## 歷史
法雷部落相當原始，產業主要是刀耕火耨的農業(以芋頭和番薯為主)，經濟上以物易物為主，各個村落互相械鬥，生病或受傷的時候請巫師施法治療。在喪禮習俗上，親屬們會把死者的遺體生吞，確信透過這樣的儀式，能使死者的良善永留部落，卻常因誤食遭普里昂蛋白（朊毒體）感染的屍塊而患上庫魯病。
20世紀時，法雷人的居住區受澳大利亞政府託管，除1930年代少數開拓者或採礦者和1940年代二次大戰期間的墜機飛行員，甚少外人進入法雷部落。
二次大戰結束後，官員巡視法雷部落，對他們進行人口普查，引進貨幣、教育、法治、現代醫學等，鼓勵人們放棄械鬥、巫醫和食人的習俗。1950年代後因交通改善他們的社會大幅變革，他們開始種植咖啡售予外人，對外貿易頻繁，村落間的械鬥已大幅減少。